# A medio vivir
A medio vivir (pol. Połowa życia) – trzeci hiszpańskojęzyczny album portorykańskiego piosenkarza Ricky’ego Martina. Płyta została wydana 19 września 1995 roku przez wytwórnię Sony Music Latin. Sprzedaż płyty na całym świecie przekroczyła 7 milionów egzemplarzy. A medio vivir jest pierwszym krążkiem Martina, który został wydany w Stanach Zjednoczonych. Album stał się hitem wśród Latynosów zamieszkujących USA, zwłaszcza po wydaniu singla „María”. Płyta została ponownie wydana w 2002 roku pod tytułem „Colección de oro”.

## Lista utworów
1. „Fuego de noche, nieve de dia” (Ian Blake; K.C. Porter; Luis Gómez Escolar) – 5:38
2. „A medio vivir” (Franco De Vita) – 4:41
3. „María” (Ian Blake; K.C. Porter; Luis Gómez Escolar) – 4:23
4. „Te extraño, te olvido, te amo” (Carlos Lara) – 4:42
5. „¿Donde estarás?” (Cristóbal Sansano; Mónica Naranjo; José Nogueras) – 3:52
6. „Volverás” (Ian Blake; K.C. Porter; Luis Gómez Escolar; Ricky Martin) – 4:53
7. „Revolución” (Ian Blake; K.C. Porter; Luis Gómez Escolar) – 3:51
8. „Somos la semilla” (Ian Blake; K.C. Porter; M. Tena) – 3:56
9. „¿Cómo decirte adiós?” (Marco Flores) - 3:01
10. „Bombón de azúcar” (Carlos Rolón; G. Laureano; J. Engel; M. Kilpatrick) – 4:59
11. „Corazón” (K.C. Porter; L. Angel) 4:20
12. „Nada es imposible” (Alejandro Sánz) – 4:20

## Notowania
| Lista                           | Najwyższa pozycja |
| ------------------------------- | ----------------- |
| Austrian Albums Chart           | 22                |
| Belgian (Flandria) Albums Chart | 35                |
| Belgian (Wallonia) Albums Chart | 10                |
| Dutch Albums Chart              | 27                |
| Finnish Albums Chart            | 10                |
| French Albums Chart             | 8                 |
| Hungarian Albums Chart          | 25                |
| Spanish Albums Chart            | 7                 |
| Swedish Albums Chart            | 51                |
| Swiss Albums Chart              | 12                |
| U.S. Billboard Latin Pop        | 6                 |
| U.S. Billboard Top Latin Albums | 11                |

## Sprzedaż i certyfikaty
| Kraj       | Certyfikat  | Data                 | Sprzedaż |
| ---------- | ----------- | -------------------- | -------- |
| Finlandia  | Złoto       | 1997                 | 29,363   |
| Francja    | Platyna     | 9 września 1997      | 300,000  |
| Hiszpania  | 4 x Platyna |                      | 400,000  |
| Szwajcaria | Złoto       | 1997                 | 25,000   |
| U.S.       | Złoto       | 27 października 1997 | 500,000  |